# Acantholeucania ptyonophora
Acantholeucania ptyonophora là một loài bướm đêm trong họ Noctuidae.